# Instituto de Tecnologia Industrial da Coreia
O Korea Institute of Industrial Technology (KITECH) (em português: Instituto de Tecnologia Industrial da Coreia) é uma instituição criada em 1989 pelo governo da Coreia do Sul, com o intuito de desenvolver tecnologias domésticas e industriais.
Em maio de 2006 a instituição desenvolveu o primeiro androide coreano, o EveR-1.